# Programme mondial sur le climat
Le Programme mondial sur le climat (en anglais, World Climate Programme, WCP, officiellement traduit par Programme climatologique mondial) est un programme international de recherche scientifique de l'Organisation météorologique mondiale (OMM) consacré au climat, créé en 1979. Son composant majeur est le Programme mondial de recherches sur le climat.

## Historique
Dans un contexte d'attention accrue portée aux variations naturelles du climat et aux influences humaines sur le climat, notamment l'hypothèse d'un réchauffement climatique provoqué par les émissions de dioxyde de carbone (CO2),, l'Organisation météorologique mondiale (OMM) discute dès 1977 de l'élaboration d'un programme international de recherche sur le climat, nommé World Climate Programme (WCP),.
Il doit s'inscrire dans la continuité du Global Atmospheric Research Program (GARP), un programme similaire créé en 1967 et géré par l'OMM et le Conseil international pour la science (ICSU),. L'OMM et l'ICSU organisent en 1979 la Première Conférence mondiale sur le climat, première conférence scientifique consacrée à la variabilité du climat et au changement climatique anthropique, qui a pour objectifs d'établir un état des connaissances scientifiques sur ces sujets et d'identifier les efforts de recherche nécessaires (par exemple en océanographie), afin d'élaborer les bases de ce que sera le WCP,,,,.
Le WCP est formellement créé au huitième congrès de l'OMM, qui se déroule quelques mois après la conférence, en mai 1979,, ; son nom officiel en français est Programme climatologique mondial.

## Organisation
Le WCP est coordonné par le Joint Scientific Committee (JSC), composé de douze scientifiques. 
Le programme comporte quatre composants,,, :
- le World Climate Data Program (WCDP), coordonné par l'OMM, consacré à l'obtention de données et à leur échange entre pays ;
- le World Climate Applications Program (WCAP), coordonné par l'OMM, dédié aux applications concrètes des connaissances sur le climat dans des domaines tels que l'agriculture, l'énergie et la gestion des ressources en eau ;
- le World Climate Impact Program (WCIP), coordonné par le Programme des Nations unies pour l'environnement (PNUE), qui vise à déterminer les impacts sur la société des événements climatiques ;
- le World Climate Research Program (WCRP), en français le Programme mondial de recherches sur le climat, coordonné par l'OMM et l'ICSU, consacré à la recherche scientifique sur la physique du climat, notamment en vue de déterminer l'influence humaine sur celui-ci et de mieux comprendre la variabilité du climat.

En 1991, l'OMM change le périmètre et le nom de trois des quatre composants : le WCDP devient le World Climate Data and Monitoring Programme (WCDMP), le WCAP devient le World Climate Applications and Services Programme (WCASP) et le WCIP devient le World Climate Impact Assessment and Response Strategies Programme (WCIRP). En 1993, la Commission océanographique intergouvernementale et l'Organisation des Nations unies pour l'éducation, la science et la culture rejoignent l'OMM et l'ICSU dans la coordination du Programme mondial de recherches sur le climat,.
En 2011, l'OMM procède à une nouvelle réorganisation du WCP, qui voit le WCDMP et le WCASP fusionner pour donner le World Climate Services Programme (WCSP), tandis que le Système mondial d’observation du climat (SMOC) intègre le programme et que le WCIRP devient le Programme of Research on Climate Change Vulnerability, Impacts and Adaptation (PROVIA).